# شون رايت (فنان قتالي)
شون رايت (بالإنجليزية: Sean Wright)‏ هو فنان قتالي بريطاني، ولد في 12 فبراير 1981 في غلاسكو في المملكة المتحدة.